# Bevrijdingsleger van Kosovo
Het Bevrijdingsleger van Kosovo (Albanees: Ushtria Çlirimtare e Kosovës, kortweg UÇK) was een etnisch Albanese guerrillaorganisatie die aan het eind van de jaren negentig van de 20e eeuw vocht tegen de Federale Republiek Joegoslavië om de afsplitsing van de regio Kosovo van Servië.
Het UÇK werd begin jaren negentig opgericht als guerrillaorganisatie nadat protesten over onderdrukking van etnische Albanezen in de toenmalige Servische provincie Kosovo binnen Joegoslavië tot geen verbeteringen leidden. Een gewapende opstand van de Albanezen volgde, met als wens Kosovaarse onafhankelijkheid van Servië. Een ander doel was tevens om na de eventuele onafhankelijkheid van Kosovo het gebied te annexeren aan natiestaat Albanië.
Door de Joegoslavische autoriteiten en sommige andere landen werd het UÇK eens beschouwd als een terroristische organisatie. Volgens de Servische regering sneuvelden tijdens de veldslagen met het UÇK 381 Joegoslavische soldaten en 243 Servische politieagenten. Tijdens de oorlog werden 200.000 Serviërs en 90.000 Roma's uit Kosovo verdreven.

## Guerrillaoorlog
Het UÇK viel aanvankelijk Servische politie- en andere veiligheidstroepen aan. Toen vanaf 1998 de Joegoslavische president Slobodan Milosević het Joegoslavisch leger inzette om het UÇK te bestrijden vonden er veldslagen plaats in Kosovo. Vanaf 1999 kreeg het UÇK steun van de NAVO omdat het Joegoslavisch leger zich naast het uitschakelen van het UÇK ook op de Albanese burgerbevolking richtte.
Het UÇK telde op zijn hoogtepunt 20.000 tot 45.000 paramilitaire rebellen waarvan er 1500 tot 2131 sneuvelden.

## Oorlogsmisdaden
Uit een onderzoek namens de Europese Unie kwam in juli 2014 naar voren dat leden van het UÇK zich schuldig hadden gemaakt aan ontvoering, marteling, moord en andere oorlogsmisdaden.
Het UÇK was verantwoordelijk voor diverse aanvallen op de Servische en Roma-bevolking. Tevens werden ze naar twee gevangeniskampen gestuurd; het Lapushnik-kamp en het Jabllanica-kamp. Hier werden zij gemarteld door UÇK-eenheden.

## Joegoslavië- en Kosovo-tribunaal
De eerste commandant van het UÇK die verdacht werd van oorlogsmisdaden was Haradin Bala die door het Joegoslaviëtribunaal in 2005 werd veroordeeld voor oorlogsmisdaden en misdaden tegen de menselijkheid op Servische burgers en Albanezen die van collaboratie verdacht werden. Commandant Fatmir Limaj werd eveneens beschuldigd van onder andere oorlogsmisdaden door de veiligheids- en defensiebeleid van de Europese Unie. Hij werd zeven maanden vastgehouden in huisarrest, maar werd bij gebrek aan bewijs en getuigen vrijgesproken. De verdachten Isak Musliu en Agim Murtezi werden eveneens vrijgesproken.
Enkele andere belangrijke leiders van het UÇK waren oud-president van Kosovo Hashim Thaçi en diens voorganger Agim Çeku. Een andere oud-premier, Ramush Haradinaj, moest zich in 2008 verantwoorden voor het Joegoslaviëtribunaal, maar werd op 4 april van dat jaar vrijgesproken wegens gebrek aan bewijs. Zijn handlangers bij de Zwarte Adelaars, Idriz Balaj en Lahi Brahimaj, moesten zich destijds eveneens verantwoorden. Waar Balaj vrijuit ging werd Brahimaj veroordeeld tot zes jaar gevangenisstraf.
In 2011 werd de Albanese commandant Shefqet Kabashi veroordeeld voor de misdaden waarvan hij enkele jaren ervoor verdacht werd in het Joegoslaviëtribunaal. Hij werd door Nederlandse autoriteiten opgepakt en kreeg een celstraf van twee maanden.
In 2017 werden tien voormalige UÇK-soldaten, waaronder commandant Sylejman Selimi, veroordeeld voor oorlogsmisdaden tegen de burgerbevolking.
Sinds 2015 is er ook een Kosovotribunaal opgericht waar voormalige commandanten van het UÇK zijn aangeklaagd voor oorlogsmisdaden. Salih Mustafa werd in 2022 veroordeeld tot 26 jaar celstraf.
Lopend onderzoek in 2022 bezig naar:
- Hashim Thaçi
- Kadri Veseli
- Pjetër Shala
- Rexhep Selimi
- Jakup Krasniqi
- Hysni Gucati
- Nasim Haradinaj